# Irolita waitii

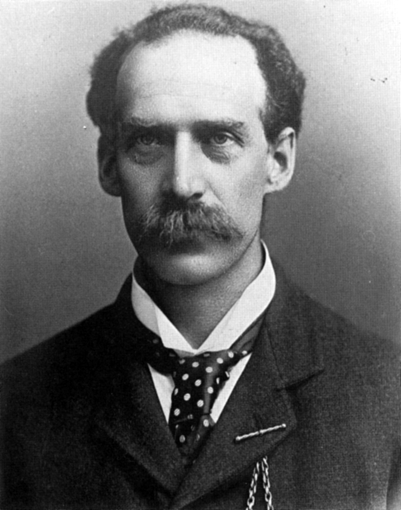
Эдгар Равенсвуд Уэйт (1866—1928), в честь которого был назван Irolita waitii.

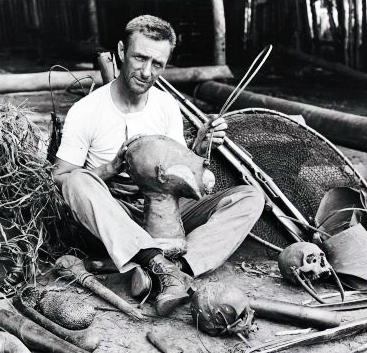
Аллан Маккаллох (1885–1925), автор первого описания Irolita waitii.

Irolita waitii (лат.) — вид хрящевых рыб семейства Arhynchobatidae отряда скатообразных. Обитают в умеренных водах восточной части Индийского океана между 26° ю. ш. и 36° ю. ш. Встречаются на глубине до 200 м. Их крупные, уплощённые грудные плавники образуют диск в форме сердечка с округлым рылом. Ближе к концу хвоста имеются 2 спинных плавника. Максимальная зарегистрированная длина 52 см. Откладывают яйца. Не являются объектом целевого промысла.

## Таксономия
Впервые вид был научно описан в 1911 году австралийским ихтиологом Алланом Маккаллохом (Allan Riverstone McCulloch, 1885–1925) под первоначальным именем Raja waitii. Вид назван в честь учёного Эдгара Равенсвуда Уэйта (Edgar Ravenswood Waite, 1866—1928).

## Ареал
Эти скаты обитают в средней части материкового склона у берегов Квинсленда. Встречаются на глубине 800—880 м.

## Описание
Широкие и плоские грудные плавники этих скатов образуют гладкий диск в виде сердечка с округлым рылом. На вентральной стороне диска расположены 5 жаберных щелей, ноздри и рот. На тонком хвосте имеются латеральные складки. Хвостовой плавник редуцирован. Голова короткая, с небольшим мясистым выступом на кончике рыла и крупными брызгальцами позади глаз. Лоскуты кожи, окружающие ноздри, сливаются в хорошо развитую двудольную назальную перепонку перед ртом.  Челюсти слегка изгибаются, приоткрывая верхние зубы. У самцов и самок зубы отличаются: у взрослых самцов они копьевидной формы с длинными остриями, а у самок и молодых самцов имеют вид пластин. Брюшные плавники с глубокой выемкой, передняя доля тонкая и немного вытянутая, задняя доля широко закруглена. Хвост тонкий, постепенно сужающийся к кончику. Ближе к концу расположены 2 маленьких спинных плавника. Хвостовой плавник редуцирован до крошечного размера. У самцов возле кончиков грудных плавников имеются пазушные колючки, хвост покрыт неровными рядами мелких загнутых шипов. Максимальная зарегистрированная длина 52 см.

## Биология
Эти скаты откладывают яйца, заключённые в четырёхконечную роговую капсулу длиной 5,1—7,6 и шириной 3,2—3,8 см.

## Взаимодействие с человеком
Эти скаты не представляют интереса для промысла, но могут попадаться в качестве прилова. В ареале ведётся траловый промысел. Международный союз охраны природы оценил охранный статус вида как «Вызывающий наименьшие опасения».